# Killian Verschuren
Killian Verschuren, né le 20 octobre 2002, est un coureur cycliste français.

## Biographie
Durant son adolescence, Killian Verschuren s'essaye au football et au golf. Il pratique également le VTT en loisir dans le haras familial de ses parents, situé à Pluherlin. Après un certain temps d'attente, il prend sa première licence en 2015 dans un club de Questembert, durant sa seconde année minimes (moins de 15 ans),. Actif sur route, il se consacre également au cyclo-cross durant l'hiver. Il ne délaisse pas pour autant ses études en suivant un BTS en production végétale à Ploërmel.
En 2019, il se distingue en terminant cinquième du championnat de France et septième du championnat de Bretagne sur route dans la catégorie des juniors (moins de 19 ans). L'année suivante, il se classe deuxième de la Ronde des vallées. Il intègre ensuite l'UC Nantes Atlantique en 2021. Ses débuts espoirs sont cependant gâchés par un lourd accident de scooter, où il se fracture les deux rotules. Il ne reprend la compétition qu'au mois de juillet.
En 2022, il rejoint le VC Pays de Loudéac. Décrit comme un bon grimpeur, il s'impose en première catégorie sur le Tour de la Vallée Montluçonnaise. Lors de la saison 2023, il s'illustre en devenant champion de France amateurs, sur un circuit escarpé à Cassel. Il termine par ailleurs troisième du Tour du Gévaudan Occitanie et du Tour du Périgord, deux courses inscrites au calendrier de la Coupe de France DN1. Grâce à ses performances, il effectue un stage au sein de la formation WorldTour AG2R-Citroën.

## Palmarès
- 2020
  - 2e de la Ronde des vallées
- 2022
  - Tour de la Vallée Montluçonnaise
- 2023
  -  Champion de France sur route amateurs
  - 3e de Manche-Atlantique
  - 3e du Tour du Gévaudan Occitanie
  - 3e du championnat de Bretagne sur route
  - 3e du Tour du Périgord
- 2024
  - 2e étape de l'Alpes Isère Tour